# Assar Rönnlund
Bernt Assar Rönnlund (* 3. September 1935 in Sävar, Gemeinde Umeå; † 5. Januar 2011 in Gemeinde Umeå) war ein schwedischer Skilangläufer.

## Werdegang
Rönnlund, der für den IFK Umeå startete, belegte bei den Olympischen Winterspielen 1960 in Squaw Valley den 12. Platz über 50 km. Im März 1961 siegte er bei den Lahti Ski Games über 50 km und belegte über 15 km den zweiten Platz. Bei den Nordischen Skiweltmeisterschaften 1962 in Zakopane wurde er Weltmeister über 15 km und mit der Staffel. Zudem gewann er über 50 km die Silbermedaille und errang über 30 km den sechsten Platz. Für diese Leistungen wurde er mit der Svenska-Dagbladet-Goldmedaille geehrt. Im selben Jahr siegte er erstmals bei den Holmenkollen Skifestival über 50 km. Im folgenden Jahr errang er den dritten Platz bei den Svenska Skidspelen über 30 km. Bei den Olympischen Winterspielen 1964 in Innsbruck holte er über 50 km die Silbermedaille und wurde mit der schwedischen Staffel Olympiasieger. Zudem kam er auf den 13. Platz über 15 km und auf den siebten Platz über 30 km. Im März 1964 wurde er bei den Lahti Ski Games Zweite über 15 km. Im folgenden Jahr gewann er den 30-km-Lauf bei den Svenska Skidspelen und den 50-km-Lauf bei den Lahti Ski Games. Bei den Svenska Skidspelen 1966 errang er den zweiten Platz über 30 km. Im Jahr 1967 gewann er den Wasalauf und den 15-km-Lauf bei den Lahti Ski Games. Bei den Olympischen Winterspielen 1968 in Grenoble holte er die Silbermedaille mit der Staffel. Zudem belegte er den 11. Platz über 15 km und den zehnten Rang über 50 km. Außerdem gewann er im selben Jahr den 50-km-Lauf bei den Lahti Ski Games und zum zweiten Mal den 50-km-Lauf bei den Holmenkollen Skifestival. Bei schwedischen Meisterschaften siegte er dreimal über 15 km (1962, 1965, 1967), fünfmal über 30 km (1959, 1963–1965, 1967) und fünfmal über 50 km (1962, 1963, 1966, 1967, 1969). Mit der Staffel von IFK Umeå wurde er 1962 Meister. Nach seiner Karriere als Sportler arbeitete Rönnlund als Sportkommentator für Sveriges Radio.
Rönnlund war mit der schwedischen Skilangläuferin und Olympiasiegerin Toini Gustafsson verheiratet. Er starb am 5. Januar 2011 nach längerer Krankheit.